# Blatá
Blatá je přírodní rezervace v oblasti TANAP.
Nachází se v katastrálním území obce Štrba v okrese Poprad v Prešovském kraji. Území bylo vyhlášeno či novelizováno v roce 1991 na rozloze 37,7000 ha. Ochranné pásmo nebylo stanoveno.